# 造血干细胞移植
造血干细胞移植（hematopoietic stem cell transplantation，HSCT）俗称骨髓移植，是可用於控制和治療許多惡性和非惡性血液疾病、先天性和後天性免疫系統疾病、某些實體腫瘤和遺傳代謝疾病的医疗技术。患者通过靜脈注射正常造血干细胞以达到治愈白血病或再生不良性貧血等血液難病。也有對免疫不全疾患，遺傳基因異常等導致的代謝異常疾病的患者嘗試使用過HSCT技术。
HSCT所使用的造血干细胞除了从骨髓中或胎兒臍帶血等方式获取外，主流方式为通过從末梢血回收外周血干细胞移植，这些技术總稱异基因造血干细胞移植（allo-HSCT）。

## 適合性
造血干细胞移植是治愈恶性血液病的最有效方法之一。而造血干细胞移植前需要对受者与供者的白细胞抗原（HLA）分型进行匹配，HLA配對的結果有全相合、半相合、完全不合这三种可能。2000年前，HLA配型完全相合才能进行手术。
父母和子女之间的配对结果均为HLA半相合；双胞胎配对全相合的几率为100%，兄弟姐妹之间全相合的几率为25%，半相合的几率为50%，还存在25%完全不合的可能；而没有血缘关系的人群，全相合概率只有十万分之一。中国现有四百多万例白血病患者，每年约有五千例病人需要接受骨髓移植。2017年，中国大陆的患者在中华骨髓库中能全相合找到无关供者的概率为11%，在骨髓库容量巨大的欧美， 则有30%至40%的恶性血液病患者无合适的HLA相合供者。
需要注意的是，即使是HLA型全相合，在经过造血幹細胞移植后也可能因供者骨髓干细胞中的T细胞攻击患者体内的正常细胞，而出現移植物對抗宿主疾病这一併發症。20世纪80年代末，美国曾尝试过仿照全相合模式进行半相合骨髓移植（即单倍体相合移植、单倍型移植），结果只有不足两成患者存活。1999年，以去除供体捐献中的T细胞为中心的意大利方案诞生，该方案避免了抗宿主病，但杀死肿瘤的效果不理想，骨髓干细胞很难真正植入并成长而建立起一套新的造血系统。2000年，中国血液病专家、北京大学血液病研究所所长黄晓军成功完成了首例保留并改造T细胞的半相合骨髓移植术，该技术于2016年被欧洲骨髓移植协会（WBMT）主席小寺佳久命名为“北京方案”。2021年，北京方案已经覆盖中国95%、全球50%以上半相合移植病例，成为目前全球治疗白血病的主流方案。现今北京大学血液病研究所的半相合骨髓移植成活率为60%~70%，与全相合移植相当。
曾經也有預先保存自己骨髓用來自行移植的情況，而現在主流是使用外周血干细胞移植术。

## 手術流程
在進行移植前，為根除患者的造血組織和癌變的細胞，會使用超過致死劑量的大量抗癌劑，並進行放射線照射，如全身放療。這稱為前處置，由於患者的造血功能被完全破壞，期後必須進行移植，否則患者將會死亡。之後，將捐獻者的骨髓液（造血幹細胞）透過靜脈注射。雖然稱為移植，但並不進行外科手術式的操作。如移植順利，2周左右，注入的造血幹細胞將會生長，並製造正常的血液，前後約3個月可出院 。但若出現重度移植物對抗宿主疾病則將危及生命，適度的話將可攻擊殘存的癌變細胞，降低再發病的可能性，所以免疫控制很重要。然而，即使移植本身成功，發生併發症導致生命危險的可能性亦較高。此外，現在已有所謂「微移植」，即不完全破壞患者的造血功能，而是只進行免疫控制，使捐獻者的造血幹細胞不被拒絕，這方法使無法適應常規移植的患者也可以進行移植。

## 移植產生的血型變化
如果接受ABO式血型不同的捐獻者的骨髓移植，由移植來的造血干细胞製造血液，最終會變成與捐獻者相同的血型。此外，血液細胞的染色體，DNA也將變成捐獻者的。這是因為對於骨髓移植而言重要的白血球血型「HLA型」與紅血球的血型「ABO式」無關，移植並無必要令ABO式血型一致。

## 後遺症及其課題
由於移植的前處置，施用了超過致死量的大量抗癌藥物並進行放射線照射，做為其後遺症，兒童可能發生發育障礙，此外男女都會有很高可能永久性不育。在曾經是「不治之症」的血液難病患者亦有很多透過造血幹細胞移植治癒的事例的今天，不僅是拯救生命，其後的生活質量(QOL)亦被認為應受到重視。有關不育的問題，男性患者可在移植前採集並冷凍精子，女性患者可在移植前處置的放射線照射時遮蔽卵巢，以及曾經是困難的卵子冷凍保存近年也可以進行了（但是，接受移植治療的女性患者康復後使用冷凍未受精卵成功妊娠、生育的可能性是未知數）。儘管與患者生存希望相關，以某種形式保存生殖能力的重要性仍被訴求。然而，現實中無法拖延而不得不優先治療的事例很多。

## 其他
- 透過對自己的骨髓細胞進行肌肉注射，可以治療閉塞性動脈硬化症。骨髓中的血管內皮幹細胞的分化和血管新生賀爾蒙（血管內皮生長因子等）的產生被認為有關，並認為可以應用在心肌梗塞和中風上。
- 對急性辐射综合症的患者，是現在能用最有效的方法。

## 外部連結
- 维基共享资源上的相關多媒體資源：Hematopoietic stem cell transplantation
- Bone marrow transplant - How it is performed （页面存档备份，存于） on NHS Choices

1. ↑  达万明.造血干细胞移植的最新进展[J].中国实用内科杂志, 2000.DOI:CNKI:SUN:SYNK.0.2000-01-018.
2. ↑  李思慧. . 臺大醫院. 2023-06-29  [2023-11-01]. （原始内容存档于2023-11-02）.
3. ↑  . nhs.uk. 2017-12-05  [2023-11-02]. （原始内容存档于2023-08-17） （英语）.
4. 1 2  Cutler C, Antin JH. . Stem Cells. 2001, 19 (2): 108–117. PMID 11239165. doi:10.1634/stemcells.19-2-108 .
5. ↑  周娅,窦颖. 异基因造血干细胞移植后免疫细胞重建的研究进展[J]. 国际儿科学杂志,2022,49(05)：320-324. DOI:10.3760/cma.j.issn.1673-4408.2022.05.008
6. 1 2 3 4 5 6 7 8 9 10  刘志学; 钟艳宇. . 中国医药导报. 2017-01, 14 (1): 1-3  [2023-011-02].
7. ↑  . 人民日报. 2023-10-28  [2023-11-02]. （原始内容存档于2023-11-02）.
8. ↑  . 新华网. 2023-07-11  [2023-11-01]. （原始内容存档于2023-07-11）.
9. ↑  . 北京大学新闻网. 2021-01-24  [2023-11-02]. （原始内容存档于2022-07-24） –人民日报.